# Ellen Elzerman
Ellen Louise Elzerman (Bussum, 22 januari 1971) is een voormalig topzwemster uit Nederland, die namens haar vaderland eenmaal deelnam aan de Olympische Spelen: 'Barcelona 1992'.
Een succes werd het optreden van de specialiste op de rugslag, lid van zwemvereniging De Dolfijn uit Amsterdam, niet in de hoofdstad van Catalonië. Zowel op de 100 als op de 200 meter rugslag ging Elzerman ten onder in de series, met respectievelijk de zeventiende tijd (1.03,96) en de 22ste tijd (2.17,34). Met de estafetteploeg op de 4x100 meter wisselslag eindigde ze als achtste, in een tijd van 4.10,87. Een jaar eerder, bij de Europese kampioenschappen in Athene maakte Elzerman als startzwemster deel uit van de aflossingsploeg, die de bronzen medaille won op de 4x100 meter wisselslag.